# Even Worse
Even Worse (с англ. — «Даже хуже») — пятый студийный альбом американского пародиста Странного Эла Янковича. Выпущен 12 апреля 1988 года, альбом продюсировал бывший гитарист группы «The McCoys» Рик Дерринджер. Записан в период с ноября 1987 года по февраль 1988 года, этот альбом помог реабилитировать карьеру Янковича после критического и коммерческого провала его предыдущего альбома Polka Party! (1986).
Песни на Even Worse построены на пародиях и стилях поп и рок-музыки середины 1980-х годов. Половина альбома состоит из пародий на Майкла Джексона, Джорджа Харрисона, Тиффани, версии «Los Lobos» народной песни «Ла бамба» и Билли Айдола. Другая половина альбома — оригинальный материал, содержащий множество «пародий стиля» или музыкальные подражания, которые приближаются, но не копируют существующих музыкантов. Эти пародии стиля включают подражания конкретных музыкантов, таких как Oingo Boingo, Beastie Boys и Джеймс Тейлор. Название и обложка альбома — пародия на альбом Майкла Джексона Bad (1987).
Even Worse получил в основном положительные отзывы и достиг 27 места в Billboard 200, став самым продаваемым альбомом Янковича. Вскоре были выпущены три сингла, один из синглов «Fat», пародия на «Bad» Майкла Джексона, который достиг 99 места в Billboard Hot 100 и попал в ротацию на MTV. Альбом был быстро сертифицирован как золотой, а позже как платиновый с объёмом продаж более миллиона копий в США, став первым платиновым альбомом Янковича.

## История создания

### Запись
После успеха в начале 80-х годов Янкович выпустил Polka Party! в 1986 году. Несмотря на пародии на хит-песни, такие как «Living in America» и «Addicted to Love», альбом получил негативные отзывы и стал коммерческим провалом, достиг 177 место в Billboard 200. После разочарования Polka Party! Янкович сказал: «Я думал, что это конец моей карьеры». Большую часть 1987 года Янкович ничего не записывал.
В ноябре 1987 года Янкович вернулся в студию, чтобы начать работу над новым альбомом. Бывший гитарист группы «The McCoys» Рик Дерринджер выступил в роли продюсера. Во время первой сессии были записаны две песни: «Stuck In A Closet With Vanna White» и «Melanie». В следующем месяце были записаны три песни: «Good Old Days», «You Make Me» и «Velvet Elvis» Наконец, в начале 1988 года были записаны остальные песни.

### Оригинальные песни
Одна из первых оригинальных песен, записанных для альбома, была «Stuck in a Closet With Vanna White», описывая странную повторяющуюся мечту о Ванне Уайт. AllMusic описал песню как «настоящую победу для Янковича», потому что это была первая песня (Янковича), в которой его целевая аудитория действительно любила столько же или даже больше, чем его пародии". «You Make Me» — это песня, в которой говорится о желании человека участвовать в странном или насильственном поведении, вызванном странностью другого человека. Согласно примечаниям The Permanent Record «Это примерно так же близко, как [Янкович] когда-либо приходил к написанию настоящей любовной песни». По музыке, песня — это пародия стиля на Oingo Boingo.
«Melanie» — извращенная любовная песня сталкера соседки Мелани. По словам Янковича, он написал несколько дополнительных стихов для «Мелани», которые он поет своим друзьям. «Velvet Elvis» написан в стиле «The Police» и является одой для китчей типа титульной живописи. «Twister» — это ода для игры Милтона Брэдли Twister. Это песня — это пародия стиля на Beastie Boys. Когда Янкович записывал песню, он первоначально записал около 20 дублей. Однако, когда пришло время выбрать правильное решение, он выбрал первый, потому что он звучал «более сырым и менее зажатым». Последняя песня альбома «Good Old Days» — о психопате, любящем воспоминания своего детства. Янкович описал песню как «эксперимент». Он «хотел посмотреть, может ли [он] написать песню, как если бы в её написании участвовали Чарли Мэнсон и Джеймс Тейлор».

### Пародии
Первая пародия, записанная для альбома, была «I Think I’m a Clone Now». Песня, пародия на «I Think We’re Alone Now», кавер-версию песни Тиффани, — это история человека, который иронично описывает свою жизнь. Вторая пародия была записана как «Alimony», пародия на «Mony Mony» Билли Айдола. Песня — это рассказ о бывшей жене рассказчика, которая берет все, что ему принадлежит, в качестве алиментов. Хотя песня звучит так, как если бы она была записана в прямом эфире — в комплекте с хлопанием и криком — трек был полностью записан в студии. Это первая пародия Янковича, в которой две песни были первоначально записаны на одном альбоме, так как «Mony Mony» и «I Think We’re Alone Now» — песни, впервые исполненные Томми Джеймсом и Шондлсом.

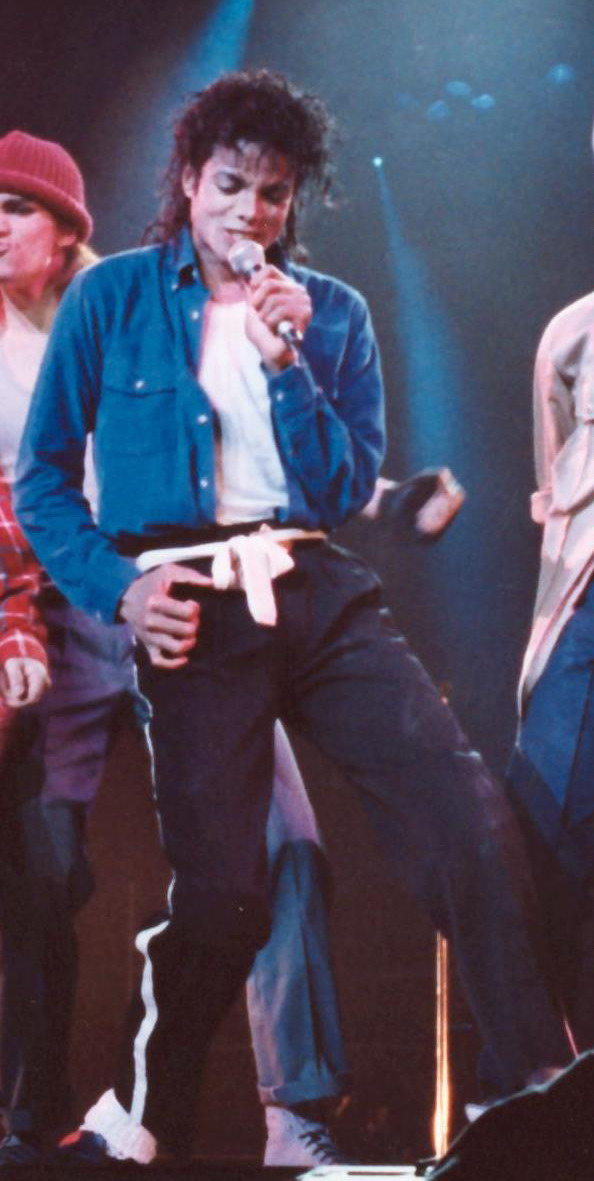
Майкл Джексон был таким фанатом музыки Янковича, что после успеха «Fat» он купил двенадцать экземпляров для друзей и семьи.

Когда пришло время записать главный сингл, Янкович снова обратил внимание на Майкла Джексона. Джексон только что выпустил
свой альбом Bad вслед за невероятно успешным альбомом Thriller (1982). После того, как Янкович впервые услышал сингл «Bad», он сразу же представил пародию под названием «Fat». Первоначально Янкович не хотел записывать ещё одну пародию на Майкла Джексона. Позже он сказал: «Я все ещё был известен прежде всего как „Eat It“, и я не хотел становиться известным как парень, который просто ездит на имени Майкла». Позже он смягчился и попросил у Джексона разрешение. Джексон, поклонник работы Янковича, уже позволил Янковичу пародировать свой хит 1983 года «Beat It». Когда была представлена новая потенциальная пародия, Джексон не только одобрил её, но и позволил Янковичу использовать свою лунную походку в музыкальном клипе. Янкович позже подарил Джексону золотой диск Even Worse после того, как альбом был продан тиражом более 500 000 экземпляров. Джексон был так доволен песней и клипом, он купил двенадцать экземпляров и дал своим друзьям и семье. Янкович позже сказал: «Он не должен позволять мне делать такие вещи. […] Единственная причина, по которой он позволил мне, — потому, что у него отличное чувство юмора».
В музыкальном клипе для песни есть «Янкович» одетый в кожаную одежду, «расширяющийся до 360 фунтов и подпрыгивающий вокруг метро». Чтобы найти подходящих танцоров, объявления были размещены в газетах Лос-Анджелеса для «Очень толстых танцоров». Один из мужчин, снятых в клипе, просто работал в доставке пиццы и привёз в тот день еду в кастинг. Благрдаря музыкальному видео «Fat» стал одним из самых больших хитов Янковича. Несмотря на то, что сингл достиг 99 места в Billboard Hot 100, музыкальное видео песни получили широкую ротацию на MTV.
Последняя пародия, записанная для альбома, была «Lasagna», пародия на традиционную народную песню «Ла бамба». Песня в основном об итальянской культуре с большим упором на кухню. Когда Янкович начал писать песню, он изначально хотел, чтобы её пели по-итальянски. Позже он сказал: «Я действительно искал итальянские фразы и словари, пока не понял, что юмор будет потерян на 99 % аудитории, поэтому я решил сделать все на английском, но с каким-то плохим итальянским акцентом». Когда песня была выпущена как сингл, у неё не было музыкального видео. Однако десять лет спустя в 1997 году было выпущено короткое видео для The Weird Al Show, Согласно американскому законодательству, Янкович может пародировать любую песню, которую он хочет, если он платит роялти за использование оригинальной музыки. Однако, как личное правило, он все равно просит разрешения для поддержания хороших отношений с музыкантами — объектами пародий. Эта конкретная песня является исключением из этого правила. Хотя песня является пародией на обложку Los Lobos, для записи пародии на «Lasagna» не требовалось ни разрешения от первоначального исполнителя, ни выплаты роялти, так как песня «La Bamba» — традиционная народная песня и не приписывается какому-либо конкретному автору. Таким образом, Янкович является единственным автором, фамилия которого указана в примечаниях к песне.
Согласно «Dallas Morning News», Принс и Джордж Майкл отказались от пародийных идей, которые Янкович попросил разрешения записать для Even Worse.

## Выпуск альбома

### Отзывы критиков
| Оценки критиков           | Оценки критиков                                                          |
| Источник                  | Оценка                                                                   |
| ------------------------- | ------------------------------------------------------------------------ |
| AllMusic                  | 4 из 5 звёзд · 4 из 5 звёзд · 4 из 5 звёзд · 4 из 5 звёзд · 4 из 5 звёзд |
| Pitchfork                 | 7.3/10                                                                   |
| USA Today                 | положительная                                                            |
| Daily News of Los Angeles | положительная                                                            |
| Rolling Stone             | 2 из 5 звёзд · 2 из 5 звёзд · 2 из 5 звёзд · 2 из 5 звёзд · 2 из 5 звёзд |

Even Worse получили в основном положительные отзывы. AllMusic оценил Even Worse четыре из пяти звезд, один из самых высоких рейтингов Янковича на сайте. Рецензент Евгений Чадборн написал: «Доверьтесь Странному Элу Янковичу, чтобы назвать альбом Even Worse, даже когда его записи снова улучшались». Брюс Бритт из Daily News из Лос-Анджелеса похвалил этот альбом и написал, что «Заманчиво уволить Странному Элу Янковичу в шутку […], но те, кто уволили Янковича, легко упускают из виду тот факт, что его памфлеты часто хитрые, чем песни, которые он пародирует». Многие критики похвалили заглавный сингл «Fat». Чадборн писал, что «высокомерие „Bad“ отлично сбилось с музыкальной кучи Янковича, привлекательность видеороликов явно не является единственным тузом в рукаве». Бритт назвал песню и видео «настолько абсурдными, что они почти наверняка будут хитами этой весной».
В отличие от предыдущих альбомов, которые похвалили за их пародии, но критиковали за их оригиналы, Чадборн писал, что «Янкович даже сумеет разрушить все предыдущие барьеры и придумать какой-то смешной оригинальный материал», цитируя «Good Old Days» и «Stuck in a Closet With Vanna White» как некоторые из его лучших оригиналов. Even Worse, и «Fat» были номинированы на Грэмми. Хотя Even Worse не был победителем, «Fat» выиграл премию «Грэмми» в категории «Лучшая концепция в музыкальном видео» в 1989 году.

### Продажи
Even Worse был выпущен 12 апреля 1988 года, и во время его выпуска был самым продаваемым альбомом Янковича. Even Worse достиг 27-го места в Billboard 200 2 июля 1988 года. Альбом провел в общей сложности 26 недель. 18 июля 1988 года — менее чем через три месяца после его выпуска — альбом получил сертификацию как золотой Американской ассоциацией звукозаписывающих компаний (RIAA). 27 января 1994 года альбом был сертифицирован как платиновый от RIAA. На момент его сертификации он был первым платиновым альбомом Янковича, и до 1992 года он был его самым продаваемым альбомом.

## Список композиций
| №                   | Название                             | Автор(ы)                       | Длительность |
| ------------------- | ------------------------------------ | ------------------------------ | ------------ |
| 1.                  | «Fat»                                | Майкл Джексон, Альфред Янкович | 3:37         |
| 2.                  | «Stuck in a Closet with Vanna White» | Янкович                        | 4:58         |
| 3.                  | «(This Song's Just) Six Words Long»  | Руди Кларк, Янкович            | 3:37         |
| 4.                  | «You Make Me»                        | Янкович                        | 3:06         |
| 5.                  | «I Think I'm a Clone Now»            | Ритчи Корделл, Янкович         | 3:20         |
| 6.                  | «Lasagna»                            | Янкович                        | 2:46         |
| 7.                  | «Melanie»                            | Янкович                        | 3:58         |
| 8.                  | «Alimony»                            | -                              | 3:16         |
| 9.                  | «Velvet Elvis»                       | Янкович                        | 4:30         |
| 10.                 | «Twister»                            | Янкович                        | 1:03         |
| 11.                 | «Good Old Days»                      | Янкович                        | 3:21         |
| Общая длительность: | Общая длительность:                  | Общая длительность:            | 37:41        |

## Участники записи
- Странный Эл Янкович — аккордеон, клавишные, вокал, фоновой вокал
- Джим Уэст — гитара, мандолина, фоновой вокал
- Стив Джей — банджо, бас-гитара, фоновой вокал
- Джон Шварц — ударные
- Рик Дерринджер — гитара, продюсер
- Тони Папа — инженер
- Джейми Делл — помощник инженера
- Тони Лейн — художественное направление
- Нэнси Дональд — арт-директор
- Лу Бич — иллюстрации
- Сэм Эмерсон — фотограф
- Кристин Уилсон — дизайнер

## Позиции в чартах
| Чарт (1988)              | Высшая позиция |
| ------------------------ | -------------- |
| Canadian Albums Chart    | 23             |
| New Zealand Albums Chart | 44             |
| US Billboard 200         | 27             |

## Сертификации
| Регион                                                      | Сертификация | Продажи    |
| ----------------------------------------------------------- | ------------ | ---------- |
| Канада (Music Canada)                                       | Золотой      | 50 000^    |
| США (RIAA)                                                  | Платиновый   | 1 000 000^ |
| ^ Данные о тиражах приведены только на основе сертификации. |              |            |